# Rejon klimowicki
Rejon klimowicki (biał. Клімавіцкі раён) – rejon we wschodniej Białorusi, w obwodzie mohylewskim.
Leży na terenie dawnego powiatu klimowickiego.